# あまタク商売繁盛!てんてこまい!
あまタク商売繁盛!てんてこまい!!（あまタクしょうばいはんじょう!てんてこまい!!）は、かつて東海ラジオ放送で放送されていたバラエティ・通販番組。

## 概要
東海ラジオで「タクマのHAPPY TIMES!!」などの番組やコーナーで共演する「あまタク」こと、天野良春とタクマによるレギュラー番組である。
2011年10月に土曜日昼の放送を開始し、翌2012年10月からは、日曜日朝の同じ時間で放送されてきた「アマタク懐かしの歌声喫茶」を置き換える形で日曜の放送も開始（これ以降、土曜の放送は放送時間の変遷を繰り返す）。また土曜日の放送が先に始まっており、以前は放送時間が45分から60分と日曜より長かったため、日曜の放送は「別館」とされてきた。2017年4月改編で土曜日については「休業（放送休止）」となり、日曜日のみの放送となったが、さらに2017年10月改編で土曜日午後へ放送枠が移動し、15分に短縮された。2019年春改編により、3月30日分をもって放送終了。
なお、毎年末にリスナー向けに「天野・タクマの忘年会ツアー」と題して、1泊2日程度の旅行を実施しており、その案内も番組内で行われていた。内容は観光と夜のパーティーなどとなっている。

## 内容
2人は、「東桜商店街」の中にある「あまタク本舗」（共に架空）の雇われ店長（天野）、雇われ番頭（タクマ）という設定である。
番組で紹介する商品は健康食品やグルメが中心だが、東海ラジオが主催するコンサート・イベントの情報やパーソナリティーと行く旅行企画が紹介される事もある。

### 日曜版
2017年10月改編で放送枠が土曜へ移動し15分に短縮されたため、2018年4月現在はオープニングトークと商品紹介のみとなっている。
- オープニングトーク
- 商品紹介

オープニングトーク後とフリートーク・川柳コーナー後の2本紹介が基本となっている。
- フリートーク・川柳

主にこの一週間の出来事についてのフリートークと、世相を詠んだ川柳の紹介がある。以前は土曜日のコーナーであった。
- あまタク珍盤アワー

埋れてしまった珍しく変わった曲を紹介。土曜日放送休止に伴いフリートークと川柳が日曜版に移動したため、現在はコーナー休止。
- エンディング

その日紹介した商品と問い合わせ先のおさらい。

### 土曜版
放送休止（2017年3月）時点の内容を表す。
- オープニングトーク
- 商品紹介

オープニングトーク後や川柳コーナー後の2本程度紹介する事が多かった。45-60分放送時は3-4本の紹介となっていた。
また、商品紹介の間に懐かしの歌謡曲を中心として曲を数曲かける。
- フリートーク・川柳

フリートークが長引いて、川柳の紹介が日曜日に持ち越されることもあった。
- エンディング

その日紹介した商品と問い合わせ先のおさらい。

## パーソナリティー
- 雇われ店長 - 天野良春
- 雇われ番頭 - タクマ

### 特別対応
- 2018年4月7・14・21・28日、みゆき（タクマの妻・アシスタント、元東海ラジオアナウンサー）
天野が頭部を負傷し入院・療養となったため、ピンチヒッター（「パート」）として出演。タクマとともにレギュラー番組に出演するのは約22年ぶりとのこと[3]。

## 放送時間

### 日曜版
- 9:00 - 9:30（2012年10月 - 2017年9月）

### 土曜版
- 2011年10月 - 2012年3月：15:00 - 16:00
- 2012年4月 - 2012年9月：13:00 - 13:30
- 2012年10月 - 2013年3月：14:00 - 15:00
- 2013年4月 - 2015年3月：13:00 - 13:45
- 2015年4月 - 2016年3月：13:00 - 14:00
- 2016年4月 - 2016年9月：13:30 - 14:00
- 2016年10月 - 2017年3月：13:00 - 13:30
- 2017年10月 - 2019年3月：13:40 - 13:55